# SM-102
SM — 102 (гептадекан-9-ІЛ 8 — ((2-гідроксіетил) (6-оксо-6 — (ундецилоксі) гексил) аміно) октаноат) — іонізований аміноліпід, який використовується в поєднанні з іншими ліпідами в утворенні ліпідних наночастинок. Склади, що містять SM-102, були використані при розробці ліпідних наночастинок для доставки вакцин на основі мРНК.
SM-102 є одним з компонентів вакцини Moderna COVID-19.
Речовина SM-102 в каталозі хімічних продуктів пропонується у вигляді розчину в хлороформі в якості стабілізуючої середовища. Такі розчини вимагають щоб паспорт безпеки речовини включав в себе і ступені небезпеки розчинника. 19 травня 2021 року Cayman Chemical Company, виробник SM-102, опублікувала заяву, в якій зазначалося, що є кілька марок SM-102. Далі в їх заяві підтверджується, що ліпід, призначений для використання в якості активного фармацевтичного інгредієнта, проведений відповідно до правил належної виробничої практики (GMP)  .